# Gia Dzjisjkariani
Gia Dzjisjkariani (Georgisch: გია ჯიშკარიანი) (Tbilisi, 30 november 1967) is een voormalig voetballer uit Georgië, die gedurende zijn loopbaan speelde als aanvallende middenvelder voor onder meer Goeria Lantsjchoeti en Dinamo Tbilisi. Hij beëindigde zijn actieve carrière in 1996 in eigen land bij FC Samtredia.

## Interlandcarrière
Dzjisjkariani speelde in de periode 1992-1994 acht officiële interlands (één doelpunt) voor het Georgisch voetbalelftal. Hij maakte zijn officiële debuut voor de nationale ploeg onder leiding van bondscoach Giga Norakidze op 2 september 1992 tegen Litouwen (1-0 nederlaag). Hij droeg in dat duel de aanvoerdersband. Zijn enige interlandtreffer maakte hij ruim twee weken later, op 17 september 1992, toen Georgië met 6-3 won van Azerbeidzjan.

## Erelijst
Dinamo Tbilisi
- Georgisch landskampioen

1990, 1991, 1992
- Georgisch bekerwinnaar

1992